# William Edward Power
William Edward Power, né le 27 septembre 1915 et décédé le 29 novembre 2003, était un prélat canadien de l'Église catholique. Il a été l'évêque du diocèse d'Antigonish de 1960 à 1986.